# WAR (プロレス)
WAR（ダブル・エー・アール）は、かつて存在した日本のプロレス団体。設立当初は「Wrestle and Romance（レッスル・アンド・ロマンス）」の略とされていたが後に「Wrestle Association R（レッスル・アソシエーション・アール）」に変更された。

## 歴史
SWSの崩壊後、その一派である「レボリューション」のメンバーが中心になって設立された。1992年7月14日、後楽園ホールで旗揚げ戦を開催。SWS時代から友好を保っていたWWFの選手を招聘したり、SWSの親会社であったメガネスーパーからも期間限定ながら資金援助も受けた。旗揚げ戦後、間もなくして天龍源一郎を中心に他団体へ積極的な交流路線に乗り出し、順調な観客動員を記録。旗揚げ直後、越中詩郎らの平成維震軍（反選手会同盟）が参戦して来たことを契機に、天龍らWAR勢は新日本プロレスに積極的に参戦。後に長州力との約6年ぶりの対決（1993年）、アントニオ猪木との対戦（1994年）を実現させた。
新日本プロレスとの対抗戦が一段落した後は、FMWをはじめとしたインディー団体、UWFインターナショナル、女子団体であるLLPWなど幅広く交流を進めた。その中でも天龍は団体の代表として、大仁田厚との電流爆破デスマッチ（1994年）、高田延彦との二度にわたる一騎討ち（1996年）などジャンルを問わず、精力的に参戦。また、団体内対抗勢力としてそれまで天龍の側近的存在であった冬木弘道が邪道と外道らと共に冬木軍を結成し天龍と対決する構図を作り上げ、冬木は「理不尽大王」の異名を取るなど脚光を浴びた。このほかに相撲軍団と反WAR軍なども活動していた。これ以外にも、LLPWとの男女混合タッグトーナメントの開催、WAR世界6人タッグ王座の創設、一連の抗争劇による代表の武井正智の試合出場など幅広い路線で話題を振り撒いた。しかし、これらの路線の全てが成功したわけではなく、徐々に観客動員数は下降線を辿っていった。
もともと天龍を一枚看板とした団体であり、団体内におけるライバル、後継のエースが育たなかったことが、最終的に観客動員の低下に繋がってしまう。また、旗揚げ当初は代表兼エースである天龍を中心として一枚岩を誇っていたが、天龍の義弟である武井が代表に就任した頃から団体内部に亀裂が生じてしまい、1994年には石川敬士が離脱して東京プロレスを設立。さらに後に冬木弘道と折原昌夫らの退団を招く形となった。
1998年1月26日、所属選手全員の解雇を発表。その後は興行会社として活動していくことを発表。2000年7月16日、後楽園ホールで開催した旗揚げ8周年記念大会を最後に、興行会社として余力のある内に活動停止。2006年7月27日、天龍が最高顧問を務めるDRAGONGATEの支援を受けて、後楽園ホールにてファイナル興行を開催。会場は旧来のファンが集い超満員となり、天龍も2試合に出場。これをけじめとして正式に活動を終えた。

### 「夢の懸け橋」を巡る対応
1995年4月2日、東京ドームで開催されたベースボール・マガジン社主催の「夢の懸け橋」の興行についてWARは参加せず、当初より決定していた隣の後楽園ホール大会を優先した。最初は主催者側より参加要請されたが、SWS時代に週刊プロレスの編集長であったターザン山本（山本隆司）の編集方針に対して、取材拒否をした経緯から参加を拒否。この日、WARの興行に新日本プロレスから長州力や越中詩郎らが参加し、こちらも超満員を記録。試合会場に入りきれないファンのために、後楽園ホール内の別の場所でクローズドサーキットによる同時上映も開催されている。武井が後年の発言で、参加要請に難色を示したところ、山本から「断られるのなら最初から声を掛けなきゃ良かったな」、「これでWARも、マイナーに追い込むしかないよね」といったことを口にされ、この発言を伝え聞いた天龍も激怒して参加拒絶となったと語っている。因みに参加拒否を明確にした直後、天龍は実話雑誌のインタビューで、WAR（天龍）が週刊プロレスの取材を解禁した事情について「平成維震軍のWAR参戦により、同誌の方から取材させてほしいと依頼して来たんだよね」と話している。なお取材解禁後初の山本による天龍へのインタビューは、ぎこちない雰囲気の中で行われたと武井は証言している。また、1996年に新日本プロレスが起こした週刊プロレスに対する取材拒否騒動に対しても、UWFインターナショナルと共に同調して同誌に取材拒否を行っている。

### プロレス連合會の発足
1996年11月1日、東京プロレスのオーナーとI.W.A.JAPANを退団した佐藤昭雄がFFFを発足。これは乱立するインディー団体を統一する構想として機構を発足したもので、佐藤の動きに呼応する形で、WARを離脱して間もない冬木軍やWARにも参戦していたターザン後藤が率いる真FMWも参加を表明。これに対し、東京プロレスの設立の経緯に加えて、看板選手であった冬木軍を事実上引き抜かれたのも同然と考えたWARはFFFに対抗するべく、交流しているI.W.A.JAPAN、格闘技塾 武輝道場、大日本プロレス、レッスル夢ファクトリー、剛竜馬が率いる冴夢来プロレスに働きかけてインディー団体の集合体であるプロレス連合會（プロレスれんごうかい）を発足。プロレス連合會はFFFへの不参加を表明した石川敬士ら東京プロレスの残党を参戦させるなど、FFFとの対決姿勢を見せたが発足わずかで、大日本プロレスが方向性の相違からプロレス連合會を離脱するなど、足並みが乱れる。さらに肝心な対抗相手であったFFFが資金難などから、旗揚げ戦も行えずに崩壊したことから、プロレス連合會も有名無実化し、1997年には自然消滅の形となった。

## タイトル
- 日本J1王座
- WAR世界6人タッグ王座
- インターナショナルジュニアヘビー級王座
- インターナショナルジュニアヘビー級タッグ王座

## 所属選手

### 旧「レボリューション」からの参加
- 天龍源一郎
- ザ・グレート・カブキ
- 阿修羅・原
- 石川敬士
- 冬木弘道
- 北原光騎
- 折原昌夫
- 安良岡裕二
- 平井伸和
- 伊藤好郎
- 猪俣弘史
- 増山祥雄
- 出戸裕一

### 中途加入
- 維新力浩司
- ザ・グレート・シンジャ
- 荒谷信孝
- 一宮章一
- 大刀光修
- 嵐（初代）
- 嵐（2代目）
- ウルティモ・ドラゴン
- 超電戦士バトレンジャー
- 石井智宏
- 片岡亮
- 邪道
- 外道
- 刃
- 松岡則生
- 竹崎純外
- 坂下博志
- 板倉広
- 菊地淳
- 田村忍

関連書籍

## スタッフ

### レフェリー
- 海野宏之（現：レッドシューズ海野）
- 松井幸則

### リングアナウンサー
- 木村秀夫
- 中村吉佐
- 村中行宏
- 小鹿信也（現：グレート小鹿）
- 三遊亭いるか（現：三遊亭圓丸）

### アルバイト
- 藤井達樹（現：ドン・フジイ）

## 来日外国人選手
- アースクエイク
- アニマル・ウォリアー
- アブドーラ・ザ・ブッチャー
- エル・パンテーラ
- エル・ヒガンテ
- キング・ハク
- クラッシャー・バンバン・ビガロ
- ケリー・フォン・エリック
- ココ・B・ウェア
- ザ・ウォーロード
- ザ・バーザーカー
- ザ・バーバリアン
- ジ・アンダーテイカー
- シコシス（初代）
- ジミー・スヌーカ
- ジョー・ディートン
- ジョン・クローナス
- シクロン・ラミレス
- スコット・プトスキー（英語版）
- スタン・レーン
- タイフーン
- ダミアン
- チャボ・ゲレロ
- ディック・スレーター
- ドインク・ザ・クラウン
- デスマスク
- ドクター・ルーサー（英語版）
- ドス・カラス
- トニー・ホーム
- トミー・ドリーマー
- ドン・ムラコ
- ネグロ・カサス
- ノーマン・スマイリー
- ミスター・ヒューズ
- バンバン・ビガロ
- バンピーロ・カサノバ
- ピエロー・ジュニア
- ビッグ・タイトン
- ピラタ・モルガン
- フベントゥ・ゲレーラ
- ブラッドショー
- ブルー・デーモン・ジュニア
- ブレイク・ビバリー
- ベスティア・サルバヘ
- ペンタゴン・ブラック
- ブレイク・ビバリー
- ポール・ダイヤモンド
- ボウ・ビバリー
- ボブ・バックランド
- ミッシング・リンク
- ミル・マスカラス
- ヨコヅナ
- ライオン・ハート
- ラ・ディアボリカ
- ラ・フィエラ
- ランス・ストーム
- リック・フレアー
- レイ・ミステリオ・ジュニア

関連書籍

## 関連書籍
- ベースボール・マガジン社『永久保存版 天龍源一郎 引退記念特別号 下巻 スポーツアルバムN0.54』2015年6月30日 ISBN 978-4-583-62309-2